# Atari Falcon

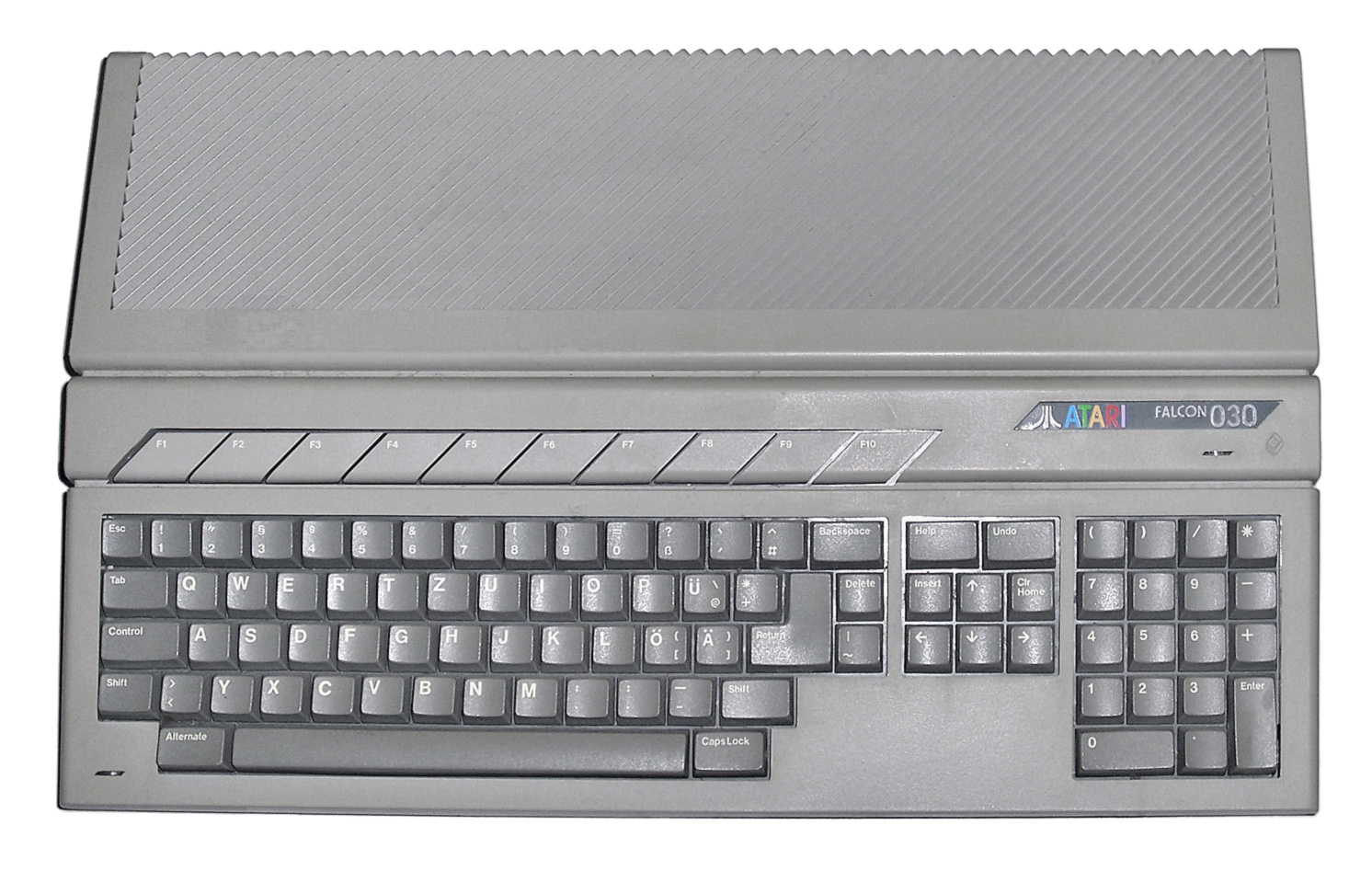
Multimediální Atari Falcon030

Atari Falcon byl posledním počítačovým produktem firmy Atari, který je rovněž známý pod přesnějším označením Atari Falcon030 Computer System. Počítač byl založený na tehdy hodně výkonném hlavním procesoru Motorola 68030 a kvalitním DSP procesoru Motorola 56001, což byla relativně běžná kombinace u skutečně vyspělých multimediálních počítačů typu NeXTstation, SGI Indigo a Macintosh.
Atari Falcon byl oficiálně představen 23. srpna 1991 v Německu, ale na trh se reálně dostal až za sedm měsíců. Jeho hlavní smůlou bylo, že se mateřská firma během roku 1993 rozhodla reorganizovat a plně specializovat na vypuštění a podporu revoluční 64bitové konzole Atari Jaguar.[zdroj?]

## Specifikace – Falcon030
- Hlavní procesor: Motorola 68030 / 16 MHz s 256 byte cache
- Pomocný DSP procesor: Motorola 56001 / 32 MHz
- Paměť: 1 MiB až 14 MiB RAM, 512 KiB ROM
- IDE – interní 2.5"
- SCSI II – externí
- Grafika: 21 základních grafických režimů
  - Minimální grafické rozlišení: 320×200 bodů
  - Maximální grafické rozlišení: 1280×960 bodů
  - Podpora barev: 18bitová hloubka (262 144 barev, 6 bitů na barevný kanál)
  - Plná podpora všech starých ST rozlišení
- Audio: 16bitové s plnou podporou DSP
  - 8 plně 16bitových audio DMA kanálů / až 50 kHz
  - Speciální zvukový SDMA / DMA koprocesor
  - Zvukový čip Yamaha 2149 / 3 kanály (kvůli ST kompatibilitě)
- Operační systémy: GEM + TOS a UNIX